# Лифтовая музыка
Лифтовая музыка или музыка для лифтов, также в зависимости от назначения музыка для магазинов, музыка для аэропортов или музак (muzak) — подвид функциональной музыки и фоновой музыки, который создаётся для массового использования в местах продаж, торговых помещениях или на производствах. С помощью такой музыки решаются задачи повышения производительности труда, лояльности покупателей и создания специализированной, побуждающей к покупке, атмосферы в торговых помещениях. Термин muzak часто используется как термин для большинства форм фоновой музыки, независимо от источника музыки. Происходит он от названия Американского бренда Muzak Holdings, доминирующем на рынке фоновой музыки во второй половине прошлого столетия.

## Краткая характеристика
Лифтовая музыка является инструментом управления настроением потенциального покупателя. Акцентирование внимания посетителей на товарах и брендах, представленных в торговом помещении (магазине, супермаркете, бутике, кафе, ресторане, предприятии услуг и др.), с помощью характерных элементов звуковой программы, выводит подобную музыку, как часть звуковой атмосферы торгового помещения в ранг маркетингового инструмента. Соответствие фоновой музыки общей атмосфере торгового помещения и органичное использование рекламных сообщений в составе звуковой программы является и сильным мотивирующим фактором, побуждающим к покупке.

## Историческая справка
В 1934 году бывший американский военный и предприниматель Джордж Оуэн Сквайр основал компанию Muzak Holdings и предложил включать через репродукторы музыку в пассажирских лифтах нью-йоркских небоскребов для того, чтобы люди при долгом подъёме чувствовали себя более комфортно.
Скоро феномен фоновой музыки всерьёз заинтересовал психологов. В 1937 году британцы Стэнли Уайт и Джей Лэнгдон доказали, что рабочие фабрик усерднее всего трудятся именно под воздействием ненавязчивой и однообразной музыки, которая включается блоками по 15 минут. Спустя некоторое время было замечено, что благодаря такой музыке уменьшается количество прогулов и число ранних уходов с работы.

## Психологические аспекты
Музыка оказывает на человека многообразное эстетическое влияние. С одной стороны, правильно подобранная и воспроизводимая функциональная фоновая музыка оказывает на человека положительное психофизиологическое воздействие: снимает напряжение и утомление, налаживает ритмичность рабочих движений, повышает производительность труда и восстанавливает душевное равновесие.
С другой — плохо подобранная по содержанию, громкости и продолжительности музыка оказывает вредное воздействие на работающих, поэтому программу и порядок передач согласовывают с музыковедом, психологом, физиологом, учитывают специфику производства, возраст и пожелания всех работающих.
На многих предприятиях пищевой промышленности применяют подобную музыку по разработанным в большом количестве музыкальным программам.
Наиболее совершенной организацией передач является индивидуальное прослушивание музыки через наушники. Каждый работающий может установить желаемый режим прослушивания музыки через индивидуальные наушники, работающие по проводной и беспроводной схемам.
Общая продолжительность звучания рекомендуется не более 2,5 часов в смену. В начале смены и после обеденного перерыва передают маршевую энергичную музыку, которая помогает включиться в рабочий процесс, создаёт бодрость и хорошее настроение. В течение смены предлагаются стимулирующая лёгкая музыка, эстрадно-танцевальные мелодии. Перед обеденным перерывом и окончанием смены снова передают бодрые мелодии.
Число и длительность музыкальных передач зависят от условий работы. Для несложных и монотонных работ на конвейере подбирают яркую, мажорную музыку, которую передают до шесть раз в смену по 15-20 минут. Для работ, требующих внимания, рекомендуют спокойные мелодии, продолжительность их звучания несколько сокращают.
В последнее время на ряде предприятий применяют функциональную противошумную музыку. Для этого в цехах с уровнем шума 90-95 дБ используют противошумные наушники, которые представляют собой индивидуальные противошумы, в которые вмонтированы миниатюрные электродинамические телефоны типа ТМ. Шумозащитные качества обычных противошумов в этом случае усиливаются дополнительным эффектом, который создается низкочастотной функциональной музыкой, способной частично маскировать производственный шум, проникающий через наушники, и этим уменьшать его вредное действие.
Противошумные наушники снижают утомление и головные боли, вызываемые производственным шумом.